# Johann Trollman
Johann Rukeli Trollmann est un boxeur tsigane de nationalité allemande, né le 27 décembre 1907 à Wilsche, et exécuté le 9 février 1943 dans le camp extérieur de Wittenberge (camp de concentration de Neuengamme) parce qu'il était tzigane.

## Carrière
En mars 1933, le championnat d'Allemagne mi-lourds est remporté par Erich Seelig, sportif juif. Le comité des sports, qui était composé comme toutes les instances officielles de nazis lui retira son titre en raison de sa race juive (c'était le mot employé) et non allemande.
Le titre demeure vacant jusqu'en juin lorsqu'un nouveau combat est organisé entre un Allemand aryen, Adolf Witt, et Johann Trollmann, un Sinti d'Allemagne surnommé d'ailleurs Zigeuner (le tzigane), non sans sympathie, car il n'avait jamais caché son identité. Ce combat, bien que ne convenant guère aux nazis, est néanmoins organisé grâce à la popularité de Trollmann qui est la coqueluche de nombreux supporters allemands.
Le 9 juin, le tzigane bat Witt : pendant les 12 rounds, Trollmann ne cesse de sautiller autour de son adversaire, le frappant à l'improviste, gagnant des points et finalement le match. Cependant, le comité sportif déclare un match nul ce qui révolte les spectateurs qui se lèvent en huant le jury, en protestant et en menaçant de tout casser dans la salle. Finalement, le comité cède et accorde à Trollmann le titre de champion des mi-lourds.
Dès le lendemain, la revue Boxsport publie un article insultant sur Trollmann, disant que ses « coups de poing n'étaient pas allemands », qu'il fait plus de théâtre que de sport sur le ring et qu'il montre une « imprévisibilité tsigane ». Une semaine plus tard, il est déchu de son titre et sa carrière est brisée. Il n'en reste pas là : de colère il se teint les cheveux en blond avant de se rendre à une autre compétition où il ne sautille pas autour de son adversaire mais reste planté comme un chêne au milieu du ring, encaissant tous les coups jusqu'au 5e round, où il fut mis K.O. couvert de sang et exclu du sport.
Quelques années plus tard, ses trois frères sont envoyés en camp de concentration. Il est enrôlé en 1939 dans l'infanterie sur le front de l'est. Lorsqu'il revient en permission en 1942, la Gestapo l'arrête et l'envoie au camp de concentration de Neuengamme, où, le 9 février 1943, des SS l'abattent d'une balle dans le torse (au niveau du cou).

## Dans la culture de masse
- Gipsy Trollmann est un personnage mineur dans le roman de Philip Kerr, "If the Dead rise not" (2009)  ;
- En 2015, le groupe italien C.F.F. e il Nomade Venerabile a dédié la chanson Come fiori, pour laquelle un clip vidéo publié sur YouTube a également été réalisé.
- En 2016, Dario Fo a publié le livre Razza di zingaro, dédié à la figure de Trollmann.
- En 2021, Rukeli apparaît dans Vert Samba, un roman policier de Charles Aubert publié par Slatkine & Cie [2].
- En 2023, l'auteur Charles Aubert et les éditions Istya & Cie ont publié la biographie romancée de Rukeli, Danser encore.